# 葛城市
葛城市（かつらぎし）は、奈良県中西部に位置し、大阪府と境を接する市。

## 地理

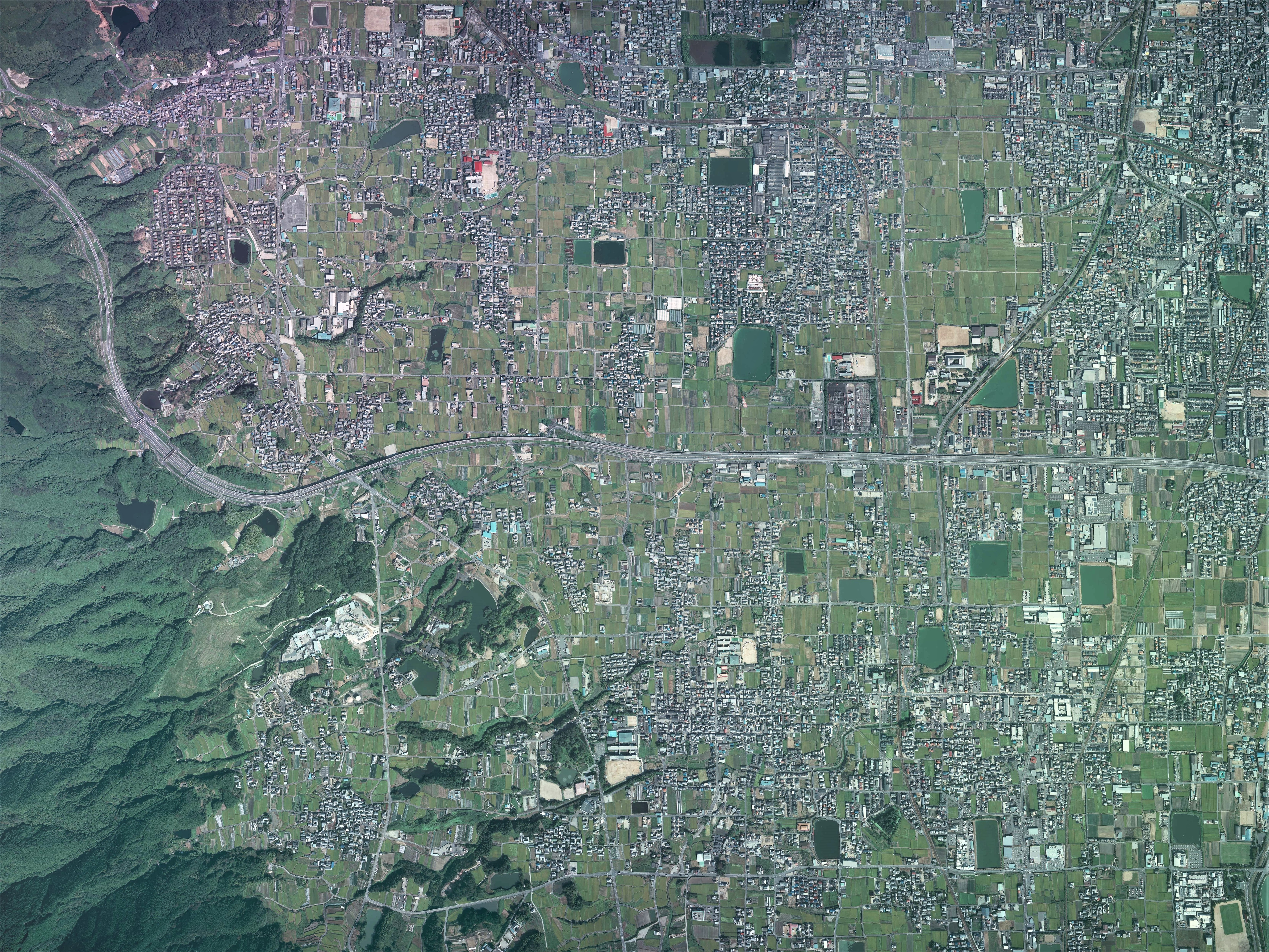
葛城市中心部周辺の空中写真。
2011年9月28日撮影の8枚を合成作成。。

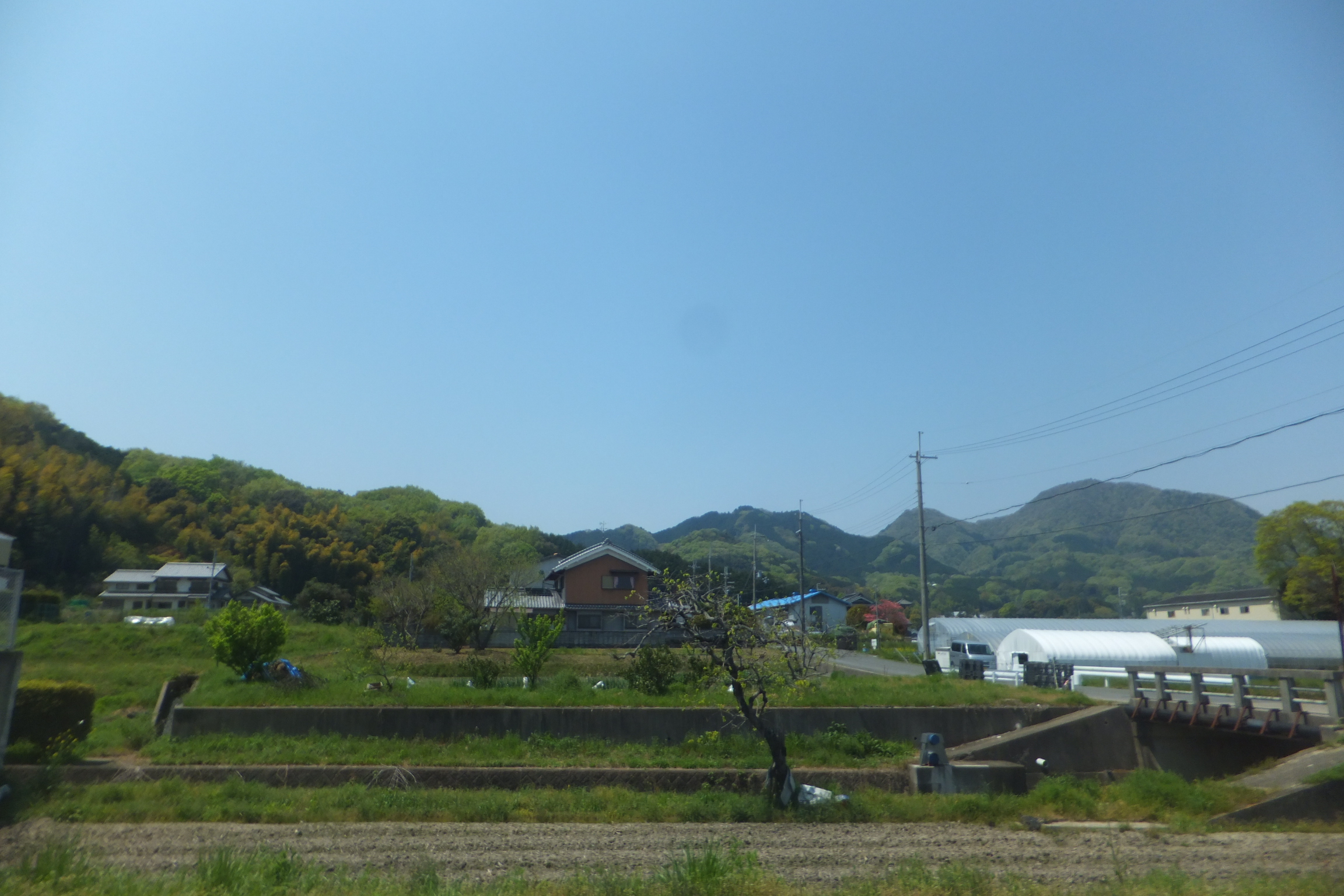
二上山の山裾に広がる農地
當麻で撮影

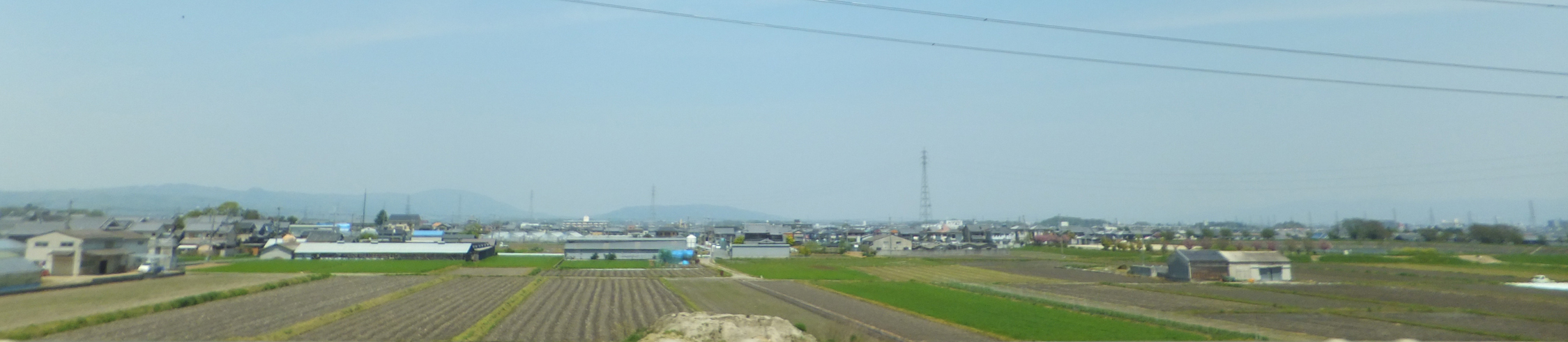
大和平野に広がる農地
太田で撮影

葛城山から二上山に延びる山脈の東麓に位置する。山を越えれば、大阪府となる。経済的には大和高田市との結びつきが強い。
気候は奈良盆地に位置するため、冬は霜が降りるほどに冷え込み、夏は湿度が高い。また、年間を通して雨が少ないため、水不足の対策としてため池が市内の至る所にあったが、現在は吉野川分水によって十分な水が供給されているために利用はされていない。
- 山：二上山、岩橋山
- 河川：高田川

### 隣接している自治体
- 奈良県
  - 大和高田市、御所市、香芝市
- 大阪府
  - 南河内郡太子町、河南町

## 歴史
古代の大和国忍海郡及び葛下郡当麻郷の地である。長尾神社、葛城御県神社など数多くの延喜式内社が現存する。
室町時代後期には、布施氏が布施城や屋敷山の新庄城を本拠として、おおむね市域中部・南部一帯を影響下に置いた。布施氏の影響圏は「布施郷」と呼ばれたが、戦国期に布施氏の嫡流は絶えた（布施左京進参照）。
関ヶ原の戦い後、桑山一晴が布施郷に入封して1万6000石を領し、屋敷山に陣屋を整備するとともに、陣屋町として新庄町を建設した。1682年に桑山家が改易されると、新庄町は幕府領となり、高野街道の宿場町へと役割を転じていった（大和新庄藩）。なお、1680年に葛上・葛下・忍海3郡内で1万石の知行を与えられた永井氏も居所を新庄と公称したが、永井家は定府であり、当地に大名の居館があったわけではない。永井家は幕末期に、現在の御所市櫛羅に陣屋を移して櫛羅藩となった。

### 沿革
- 2004年（平成16年）10月1日 - 新庄町・當麻町が合併して発足。
- 2005年（平成17年）2月19日 - 市章を制定[6]。
- 2006年（平成18年）2月26日 - 葛城市歌「緑の風」を制定。

### 市域の変遷
| 明治22年 | 明治29年 | 大正12年 | 昭和31年 | 昭和41年 | 平成16年 | 現在   |
| -------- | -------- | -------- | -------- | -------- | -------- | ------ |
| 奈良県   |          |          |          |          |          |        |
| 葛下郡   | 北葛城郡 | 北葛城郡 | 北葛城郡 | 北葛城郡 | 葛城市   | 葛城市 |
| 磐城村   | 磐城村   | 磐城村   | 當麻村   | 當麻町   | 葛城市   | 葛城市 |
| 當麻村   |          |          | 當麻村   | 當麻町   | 葛城市   | 葛城市 |
| 新庄村   | 新庄村   | 新庄町   | 新庄町   | 新庄町   | 葛城市   | 葛城市 |
| 忍海郡   | 南葛城郡 | 南葛城郡 | 新庄町   | 新庄町   | 葛城市   | 葛城市 |
| 忍海村   |          |          | 新庄町   | 新庄町   | 葛城市   | 葛城市 |

### 市名の由来
市名は新庄町と當麻町が属していた北葛城郡に由来している。その北葛城郡は古墳時代にこの地を領有していた葛城氏に由来している。郡名を由来とするため広域地名とされている。
ところが、新庄町との合併前の忍海村は南葛城郡に属しており、葛城と呼称される地名の中心に位置するともいえる。また実現こそしなかったが、2町だけではなく周辺2市2町とも合併して葛城市とする構想があった。
尚、葛城山の山頂は南隣の御所市にある。

#### 市名決定まで
- 住民による新市名の募集[7]
  1. 白鳳市
  2. 葛城市（下の部分が人）
  3. 葛城市（下の部分がヒ）
  4. かつらぎ市
- 新市名称候補選定小委員会
アンケート結果から7点に絞られた[8]。
- 2003年6月8日に実施した法的拘束力のないアンケート（投票率60.14%）
  1. 葛城市
  2. 白鳳市
  3. かつらぎ市
- アンケートで1位となった葛城市が新市名称候補選定小委員会でも適当とされ決定した。ちなみにアンケートでは合併の是非についても問われ、反対が賛成を上回ったが、詳細と見ると、旧新庄町では賛成が多数を占めている。この結果から計画していた2004年3月の合併は困難と判断された。[9]

### 葛城の字体について
葛城市は、「葛」の字を略字である「葛（下の部分がヒ）」を採用しており、正字（下の部分がL+人）を採用している葛飾区や北葛城郡とは字体が異なる。2000年に答申された表外漢字字体表で、「葛」の字体は「下の部分がL+人が標準」とされている。
この字体決定は合併協議会の新市名称候補選定小委員会において『住民の利便性や今後のパソコン・ワープロなどの機械化の発展を考慮し、「葛（下の部分がヒ）」を使用することが適当』と言われたためである。最終的に決定が確認された2003年4月2日において既に正字に変更されるJIS X 0213:2004の公開レビューが実施されており、文字コードについて疎かったと言える。
Windows Vistaでは、それまでのJIS X 0208:1990（90JIS）に代わって、新規格であるJIS X 0213:2004が採用され、正字の方が標準字体となった。略字を正式市名とした「葛」城市については、古いJIS規格を採用したフォントに切り替えるか、OpenTypeフォントの字体切り替え機能に対応したアプリケーションを利用すれば、従来通りの略字を表示することは可能である。
ただ、Windows XP以前で正式名称である「葛（下の部分がヒ）」と作成しても、Windows Vista での標準字体となってしまうなど、現状では整合性がとれないなどの問題がある。
なお、葛城市当局は、字体の違いを理由に行政手続を拒絶しないことを表明している（葛飾区も、以前から同様の取り扱いを実施） 。

## 行政
- 市長：阿古和彦（2016年10月31日就任、現在は２期目）
- 市役所に本庁舎は無く、旧新庄町役場は新庄庁舎となり旧當麻町役場は當麻庁舎となった。

### 歴代市長
| 代  | 氏名     | 就任年月日     | 退任年月日     |
| --- | -------- | -------------- | -------------- |
| 1   | 吉川義彦 | 2004年10月31日 | 2008年10月30日 |
| 2-3 | 山下和弥 | 2008年10月31日 | 2016年10月30日 |
| 4   | 阿古和彦 | 2016年10月31日 | 現職           |

## 議会

### 奈良県議会
- 定数：1人
- 選挙区：葛城市選挙区[13]
- 任期：2019年4月30日 － 2023年年4月29日

| 議員名 | 会派名     | 当選回数 |
| ------ | ---------- | -------- |
| 西川均 | 自由民主党 | 2        |

### 衆議院
- 選挙区：奈良3区（大和高田市、橿原市、桜井市、五條市、御所市、葛城市、宇陀市、宇陀郡、高市郡、吉野郡）
- 任期：2021年10月31日 - 2025年10月30日
- 投票日：2021年10月31日
- 当日有権者数：355,246人
- 投票率：57.19％

| 当落 | 候補者名   | 年齢 | 所属党派                            | 新旧別 | 得票数    | 重複 |
| ---- | ---------- | ---- | ----------------------------------- | ------ | --------- | ---- |
| 当   | 田野瀬太道 | 47   | 無所属                              | 前     | 114,553票 |      |
|      | 西川正克   | 63   | 日本共産党                          | 新     | 34,334票  |      |
|      | 高見省次   | 61   | 無所属                              | 新     | 32,669票  |      |
|      | 加藤孝     | 43   | NHKと裁判してる党弁護士法72条違反で | 新     | 6,824票   |      |

## 経済
基本的に農村地帯であり、農家の家内工業としてメリヤス・靴下製造が盛んだったが、現在は衰退している。大阪府や近隣の大和高田市などのベッドタウン的な面もある。また、二輪菊の日本最大の産地でもある。

### 金融機関
- 南都銀行　新庄支店（北花内）
- 奈良中央信用金庫　新庄支店（北花内）
- 大和信用金庫　新庄支店（北花内）

### 農業協同組合
- 奈良県農業協同組合（JAならけん）

新庄東支店（北花内）、新庄支店（新庄）、忍海支店（忍海）、当麻支店（南今市）、当麻北支店（當麻）、新庄営農経済センター（弁之庄）

### 日本郵政グループ
（※2014年6月現在）
- 日本郵便株式会社
  - 長尾郵便局（長尾）
  - 新庄疋田郵便局（疋田）
  - 新庄郵便局（北花内）
  - 忍海郵便局（忍海）
  - 新庄南道穂（みなみみつぼ）簡易郵便局（南道穂）

新庄南道穂簡易郵便局を除く各郵便局にゆうちょ銀行のATMが設置されており、新庄郵便局ではホリデーサービスを実施。
葛城市内の郵便番号は「639-02xx」（旧當麻町域の一部＝香芝郵便局の集配担当）「639-21xx」（その他の地域＝大和高田郵便局の集配担当）となっている。

## 姉妹都市・提携都市
葛城市としては姉妹都市の締結を行っていないが、合併前には同じ名前や似た名前の市町村と友好関係を結んでいる。

### 国内
- 新庄市（山形県）
- 新庄村（岡山県真庭郡）
  - 以上、1986年8月24日友好自治体連携
- 当麻町（北海道）
  - 1995年（平成7年）8月友好交流提携

## 地域

### 人口
| 葛城市（に相当する地域）の人口の推移 \| 1970年（昭和45年） \| 21,431人 \| \| \| 1975年（昭和50年） \| 25,689人 \| \| \| 1980年（昭和55年） \| 29,546人 \| \| \| 1985年（昭和60年） \| 32,462人 \| \| \| 1990年（平成2年） \| 33,939人 \| \| \| 1995年（平成7年） \| 34,436人 \| \| \| 2000年（平成12年） \| 34,950人 \| \| \| 2005年（平成17年） \| 34,985人 \| \| \| 2010年（平成22年） \| 35,859人 \| \| \| 2015年（平成27年） \| 36,635人 \| \| \| 2020年（令和2年） \| 36,832人 \| \| |          |  |
| 総務省統計局 国勢調査より |          |  |
| 1970年（昭和45年） | 21,431人 |  |
| 1975年（昭和50年） | 25,689人 |  |
| 1980年（昭和55年） | 29,546人 |  |
| 1985年（昭和60年） | 32,462人 |  |
| 1990年（平成2年） | 33,939人 |  |
| 1995年（平成7年） | 34,436人 |  |
| 2000年（平成12年） | 34,950人 |  |
| 2005年（平成17年） | 34,985人 |  |
| 2010年（平成22年） | 35,859人 |  |
| 2015年（平成27年） | 36,635人 |  |
| 2020年（令和2年） | 36,832人 |  |

平成22年国勢調査(速報値)より前回調査からの人口増減をみると、2.49％増の35,856人であり、増減率は県内39市町村中3位。
奈良県統計

- 2008年6月1日現在 :　36,005人
- 人口増加率（2002年→2007年） : 0.3%

　※2002年の人口は新庄町・當麻町の合算

### 教育
中学校
- 葛城市立白鳳中学校
- 葛城市立新庄中学校

小学校
- 葛城市立當麻小学校
- 葛城市立磐城小学校
- 葛城市立新庄北小学校
- 葛城市立新庄小学校
- 葛城市立忍海小学校

## 県の施設
- 奈良県社会教育センター（寺口）

## 交通

### 鉄道路線
JTB時刻表では、市の代表駅は近鉄新庄駅としている。
西日本旅客鉄道（JR西日本）
- 和歌山線
  - 大和新庄駅

近畿日本鉄道（近鉄）
- 南大阪線
  - 二上神社口駅 - 当麻寺駅 - 磐城駅 - 尺土駅
- 御所線
  - 尺土駅 - 近鉄新庄駅 - 忍海駅

### 路線バス
- 奈良交通
- 葛城市公共バス・ミニバス

### 道路
- 高速道路
  - 南阪奈道路葛城IC
- 一般国道
  - 国道24号（大和高田バイパス）
  - 国道165号（大和高田バイパス）
  - 国道166号
  - 国道168号
- 都道府県道
  - 奈良県道30号御所香芝線（山麓線、主要地方道）
  - 奈良県道160号当麻寺線
  - 奈良県道254号寺口北花内線
  - 奈良県道278号橿原新庄線
  - 奈良県道704号竹内河南線（竹ノ内街道）

## 名所・旧跡・観光スポット・祭事・催事
- 長尾神社（式内大社長尾神社）
- 葛城市相撲館 けはや座

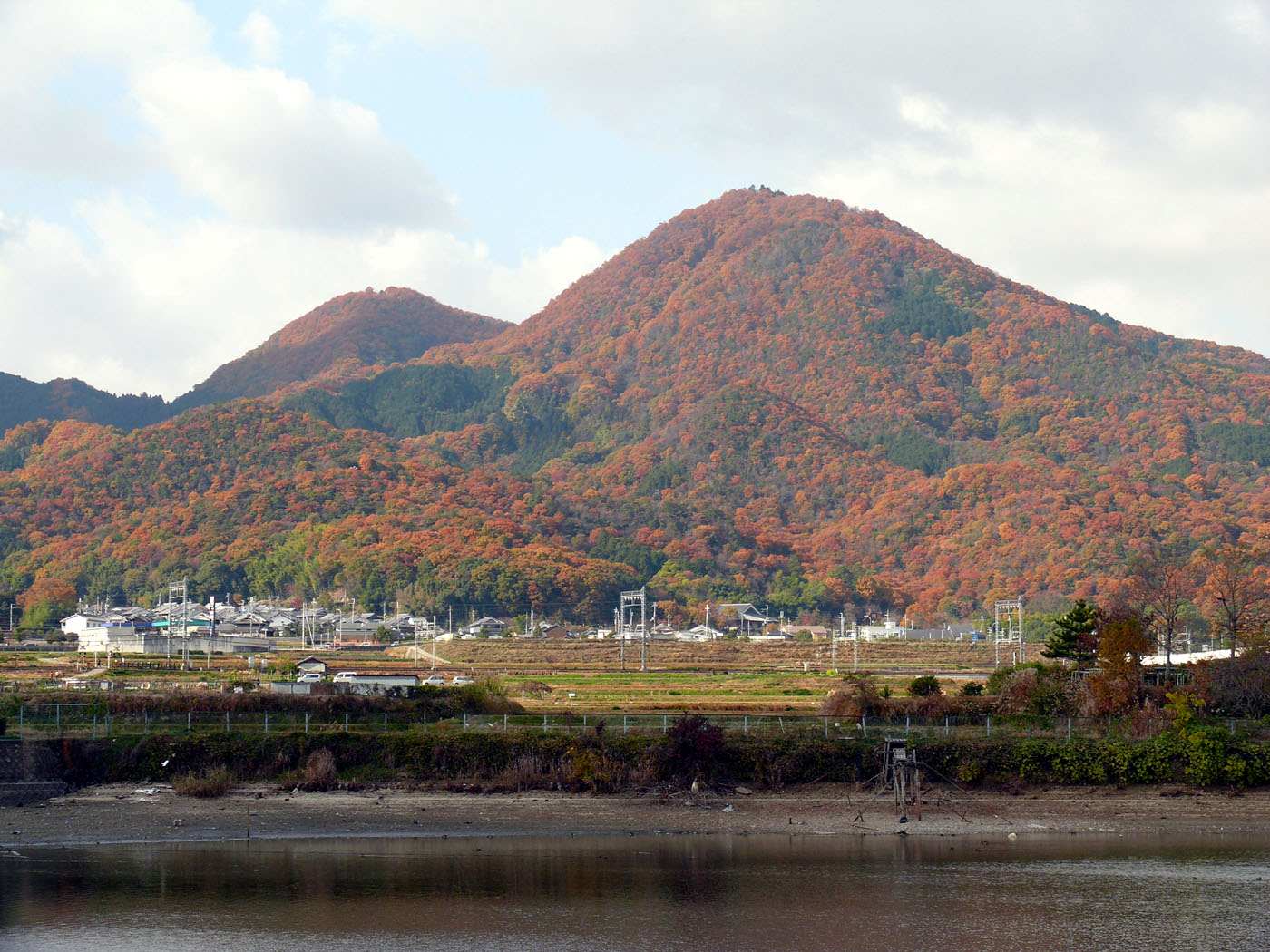
二上山

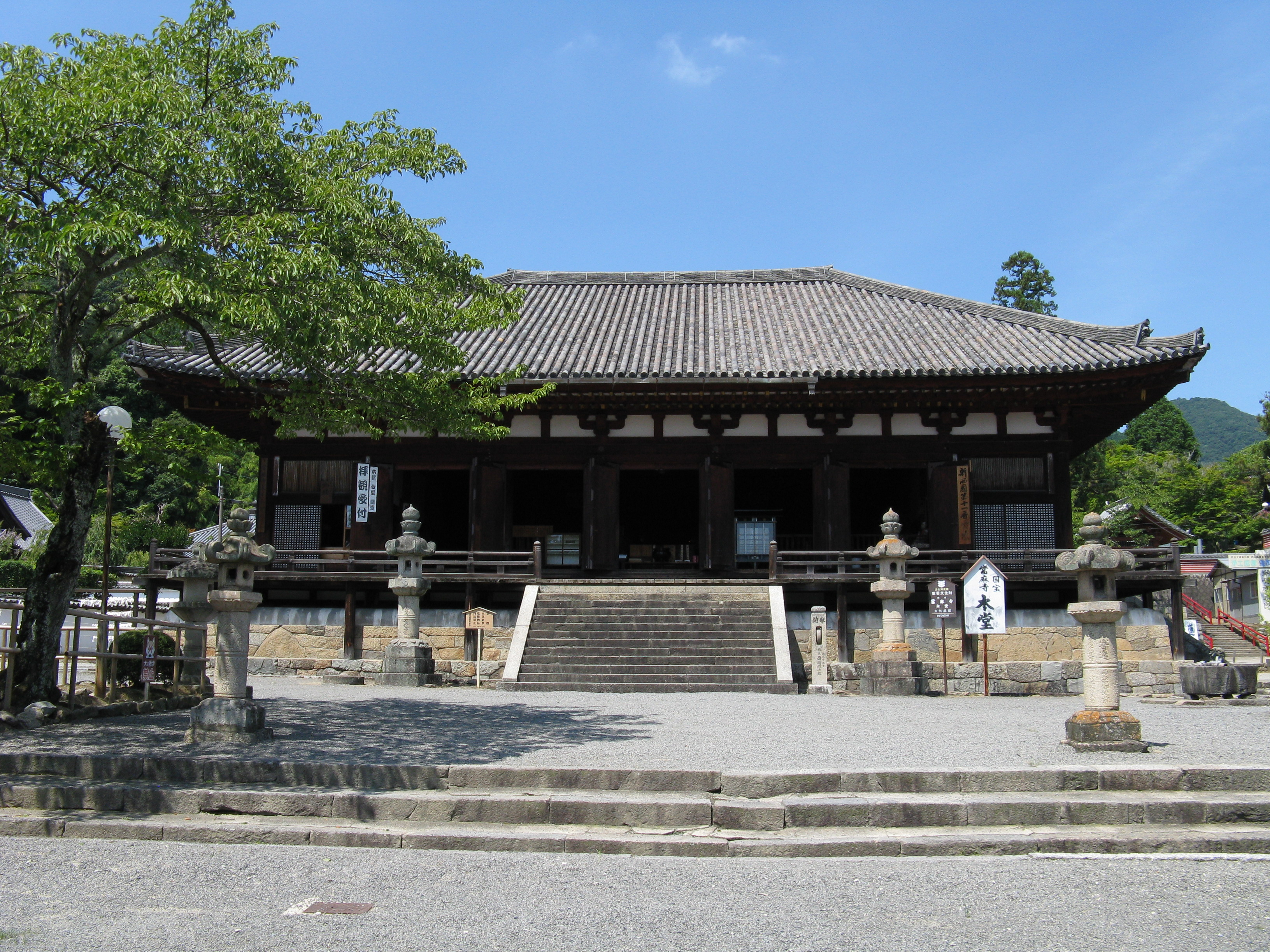
當麻寺

- 當麻寺 - 新西国三十三箇所観音霊場第11番
- 石光寺
- 葛城市歴史博物館
- 屋敷山古墳（屋敷山公園） - 国の史跡
- 二塚古墳 - 国の史跡
- 飯豊天皇陵
- 二上山
- 二上山城
- 葛城山麓公園
- 葛木御県神社
- 葛木坐火雷神社（笛吹神社）
- 博西神社
- 置恩寺

### 祭り
- 當麻寺のお練供養（おねりくよう）（4月14日）
- かつらぎ花火大会（10月中旬）

## 出身有名人
- 当麻蹴速
- 司天龍政吉（大相撲力士）
- 鶴ヶ濱増太郎（大相撲力士）
- 前川佐美雄（歌人）
- 淵田美津雄（海軍軍人）真珠湾攻撃における第1次攻撃隊指揮官。「トラトラトラ」を打電。
- 大上邦博（お笑いコンビ、ハリガネロック）
- 小窪哲也（プロ野球選手、千葉ロッテマリーンズ）
- 木村敏靖（プロ野球選手、東北楽天ゴールデンイーグルス）
- 木下聡志（漫画家）
- 平田雅輝（三重テレビアナウンサー）

### ゆかりの人物
- 中将姫
- 松尾芭蕉（俳人）
- 司馬遼太郎（作家）幼少期（生後 - 3歳まで）は、母方の実家近くの旧當麻町今市にある仲川家で育った。また、太平洋戦争から復員する際、大阪市内の自宅が大阪大空襲によって焼け落ちていたため、母方の実家（河村家、住所は旧當麻町竹内）に復員した。